# Iditarod

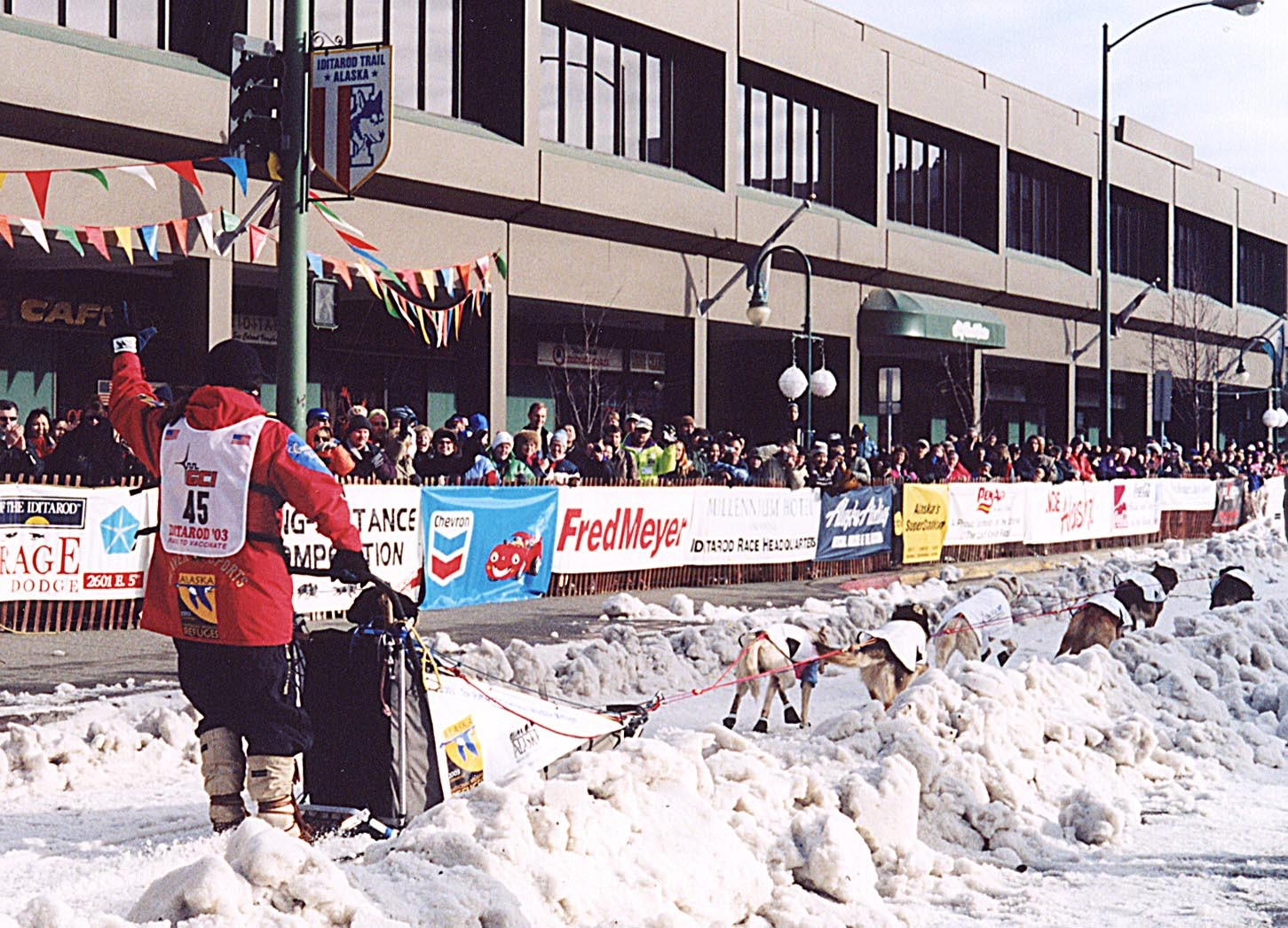
Deelnemer aan de Iditarod aan de start in 2003

De Iditarod Trail Sled Dog Race is een jaarlijkse sledehondenrace in Alaska (VS). Het staat bekend als "The last great race". De race start op de eerste zaterdag van maart en gaat van Anchorage naar Nome over ruim 1150 mijl (1700 km). Het record staat op circa 9 dagen. Niet alleen is de lengte een uitdaging, ook de kou (een gevoelstemperatuur van -75 C is niet vreemd) en het weer (sneeuwstormen, te veel sneeuw, te weinig sneeuw, etc) of slechte condities van de route (rivieren waar het ijs weg is, zee-ijs dat afbreekt) kunnen het knap lastig maken.

## Geschiedenis
De race, en de route, is genoemd naar de goudzoekersplaats Iditarod (aan de rivier Iditarod), die nu verlaten is. In de tijd van de goldrush (tussen 1880 en 1920) werd in de wintermaanden de Iditarod-route gebruikt om met sledehonden post en goederen te vervoeren naar het binnenland van Alaska. De belangrijkste gebeurtenis op het gebied van sledehonden was in 1925: "the serum run to Nome". In januari 1925 brak er een difterie-epidemie uit in Nome. Er was geen medicijn beschikbaar hiervoor en er werd een oproep gedaan aan alle grote steden in Alaska of zij misschien wél medicijnen hadden. Dat wat beschikbaar was, is uiteindelijk per trein van Anchorage naar Nenana vervoerd en vandaar met sledehonden, indertijd het enige transportmiddel in de winter, naar Nome gebracht. In de geest van de serum-run is in 1973 voor het eerst de Iditarod gehouden.

## Route
Officieel is de route 1049 mijl (1688 km) lang (1000 plus 49 omdat Alaska de 49ste staat is). In werkelijkheid is de route veel langer. Er is een noordelijke route (gereden in even jaren zoals 2010) en een zuidelijke route (oneven jaren, 2011). Noordelijk is de route 1112 mijl (1790 km) lang. De zuidelijke route is 1131 mijl (1820 km).
Na een ceremoniële start vanuit Anchorage en het traject van Anchorage naar Eagle River (zonder tijdregistratie), begint de race pas echt na de herstart in Wasilla. Als er geen sneeuw ligt in Wasilla, vindt de herstart plaats in Willow.
De route gaat langs:
| van            | naar           | afstand       |
| -------------- | -------------- | ------------- |
| Wasilla        | Knik           | 14 mijl/23 km |
| Knik           | Yentna Station | 52 mijl/84 km |
| Yentna Station | Skwentna       | 34 mijl/55 km |
| Skwentna       | Finger Lake    | 45 mijl/72 km |
| Finger Lake    | Rainy Pass     | 30 mijl/48 km |
| Rainy Pass     | Rohn           | 48 mijl/77 km |
| Rohn           | Nikolai        | 75 mijl/21 km |
| Nikolai        | McGrath        | 54 mijl/87 km |
| McGrath        | Takotna        | 18 mijl/29 km |
| Takotna        | Ophir          | 25 mijl/40 km |

Hierna splitst de route zich in een noordelijke en zuidelijke route. 
Zuidelijke route, oneven jaren, via:
| van          | naar         | afstand        |
| ------------ | ------------ | -------------- |
| Ophir        | Iditarod     | 90 mijl/145 km |
| Iditarod     | Shageluk     | 65 mijl/105 km |
| Shageluk     | Anvik        | 25 mijl/40 km  |
| Anvik        | Grayling     | 18 mijl/30 km  |
| Grayling     | Eagle Island | 60 mijl/97 km  |
| Eagle Island | Kaltag       | 70 mijl/113 km |

Noord route, even jaren, via:
| van     | naar    | afstand         |
| ------- | ------- | --------------- |
| Ophir   | Cripple | 59 mijl/95 km   |
| Cripple | Ruby    | 112 mijl/180 km |
| Ruby    | Galena  | 52 mijl/84 km   |
| Galena  | Nulato  | 52 mijl/84 km   |
| Nulato  | Kaltag  | 42 mijl/68 km   |

Daarna gaan ze beide verder via:
| van            | naar           | afstand        |
| -------------- | -------------- | -------------- |
| Kaltag         | Unalakleet     | 90 mijl/145 km |
| Unalakleet     | Shaktoolik     | 42 mijl/68 km  |
| Shaktoolik     | Koyuk          | 48 mijl/77 km  |
| Koyuk          | Elim           | 48 mijl/77 km  |
| Elim           | Golovin        | 28 mijl/45 km  |
| Golovin        | White Mountain | 18 mijl/30 km  |
| White Mountain | Safety         | 55 mijl/89 km  |
| Safety         | Nome           | 22 mijl/35 km  |

## Winnaars van de Iditarod
Libby Riddles won in 1985 als eerste vrouw de race. De eerste niet-Amerikaanse winnaar was Robert Sørlie uit Noorwegen, in 2003 en 2005. 

## Belgische deelname en Nederlandse deelname
In 2008 verschenen voor het eerst Belgische teams aan de start van de Iditarod. Dries Jacobs en Sam Deltour namen deel met honden uit de kennel van Mitch Seavey, de winnaar van de race in 2004. Sam Deltour finishte, met al zijn honden, na 12 dagen, 17 uur, 50 minuten en 10 seconden, Dries Jacobs na 13 dagen, 1 uur en 57 minuten.
De Nederlander Ben Valks reed in 2006 de Iditarod en schreef hier later een boek over ( No Risk, No Life).